# Подольская улица (Санкт-Петербург)
Подо́льская улица — улица в Адмиралтейском районе Санкт-Петербурга. Проходит от Загородного проспекта до набережной Обводного канала.

## История названия
Со второй половины XVIII века улица обозначалась как 2-я Рота Семёновского полка. Параллельно существовали названия 2-я линия, 2-я линия Московской части, 2-я рота Лейб-Гвардии Семёновского полка и Секретарский переулок.
9 декабря 1857 года улице присвоено современное название Подольская улица, по городу Подольску в ряду других улиц Московской полицейской части, наименованных по уездным городам Московской губернии.

## История
Улица возникла во второй половине XVIII века, как одна из улиц, отведённых под расположение 2-й роты Семёновского полка. Поначалу на улице было разрешено строительство только солдатских казарм и домов младших офицерских чинов. Но так как они не заняли всей отведённой земли, то постепенно улица стала застраиваться обывательскими домами.

## Достопримечательности

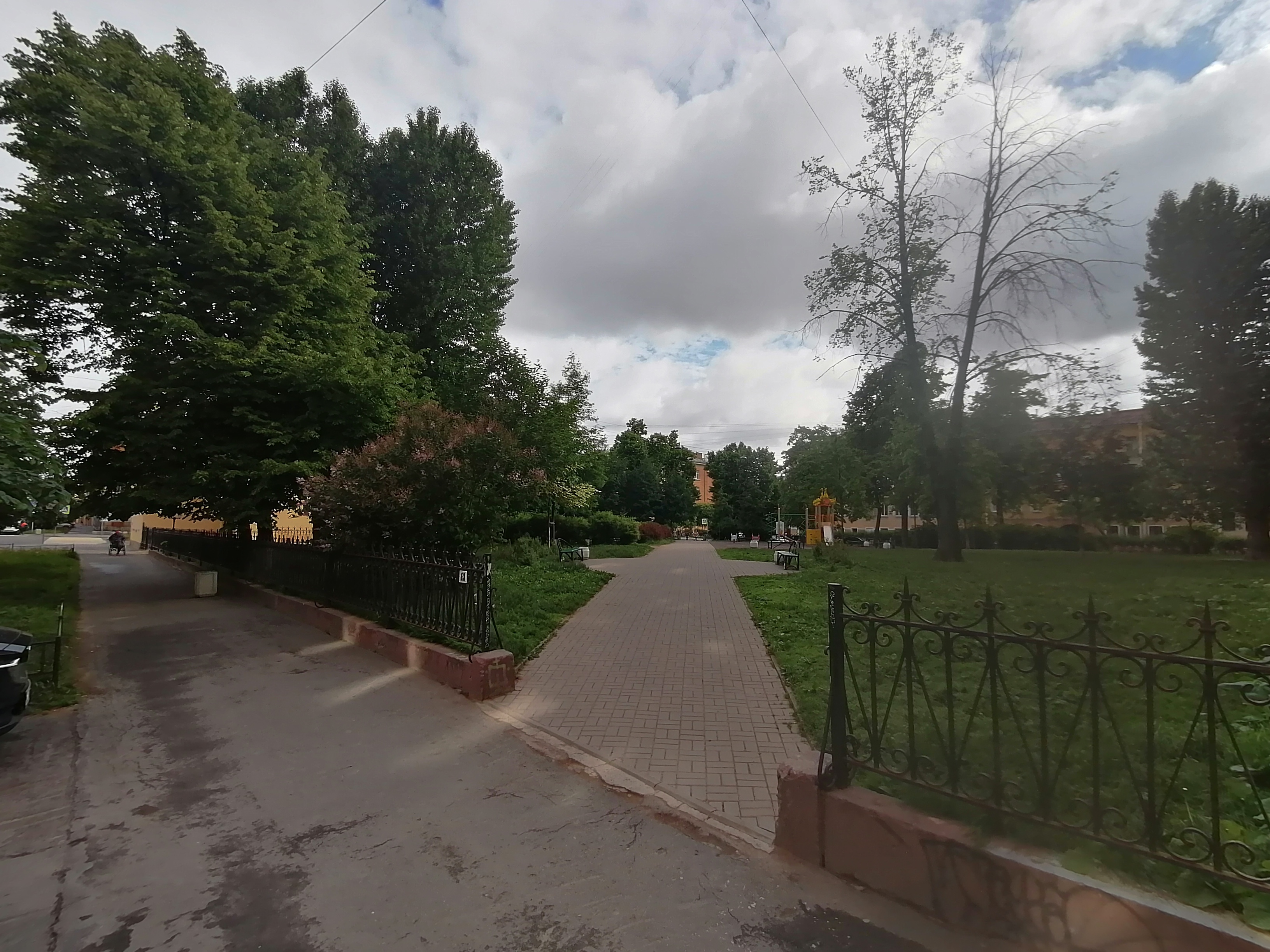
Сквер Лидии Клемент. Лето 2022

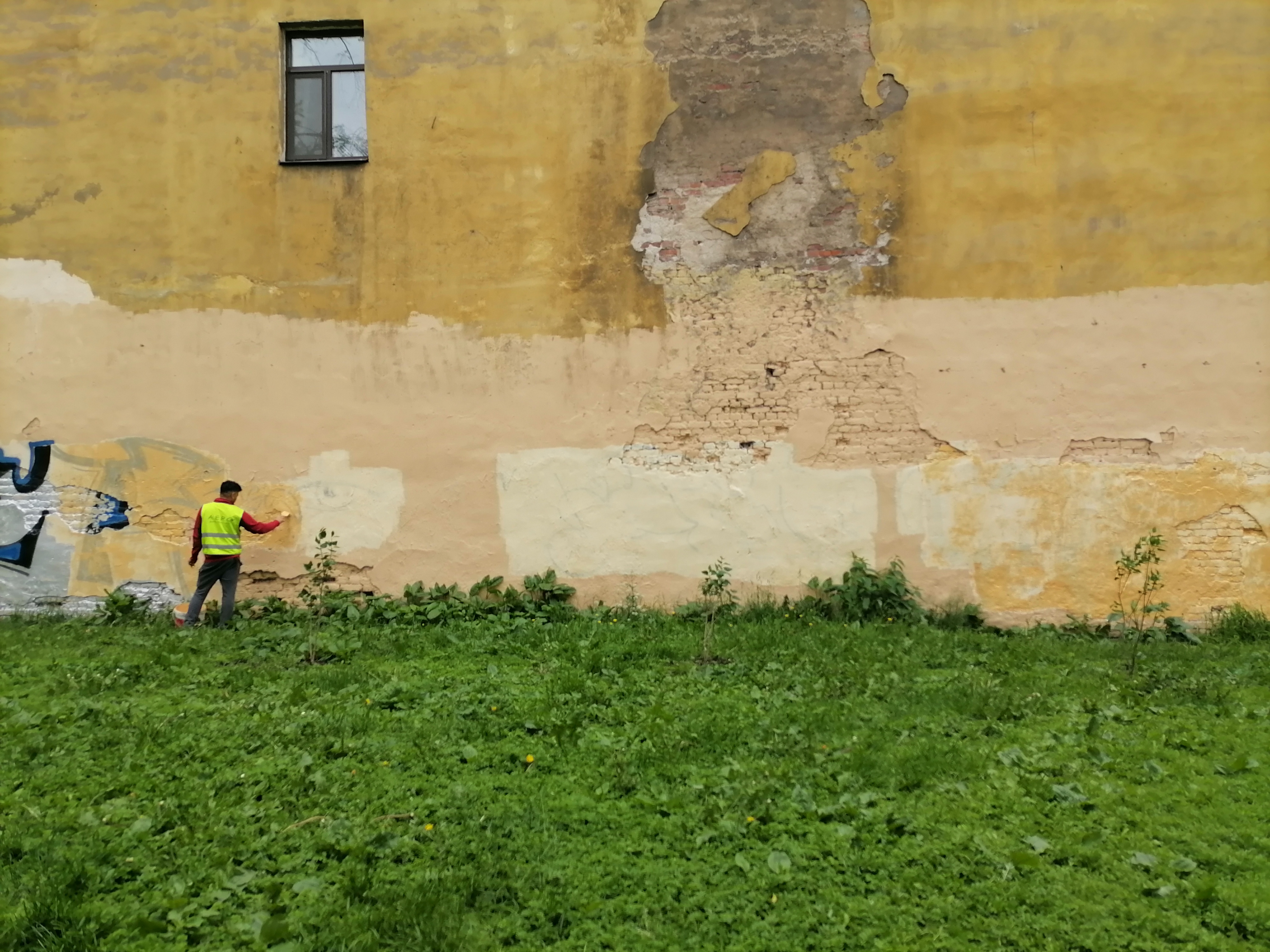
Стена д. 26. Граница сквера Лидии Клемент

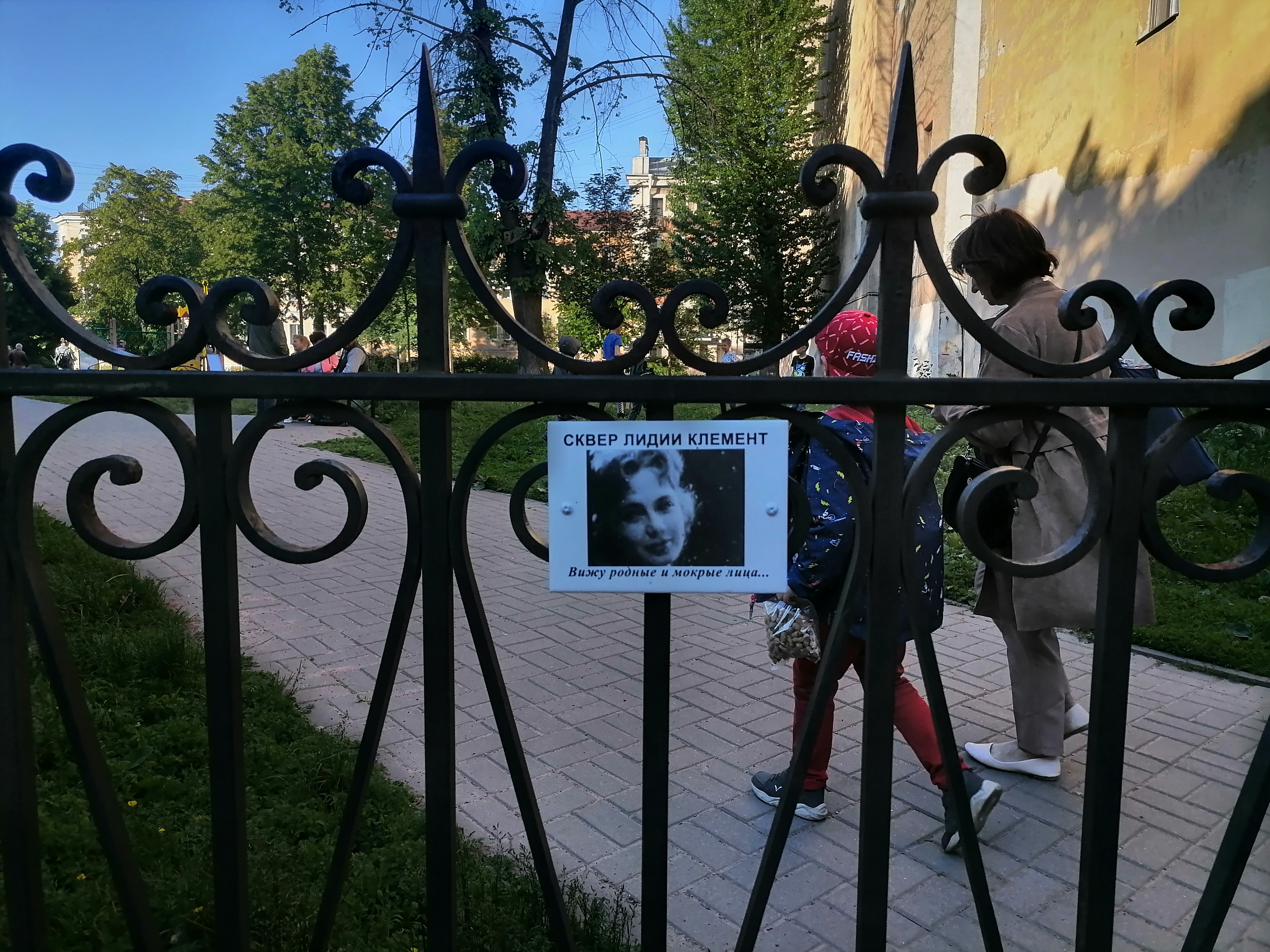
Мемориальная табличка на ограде сквера

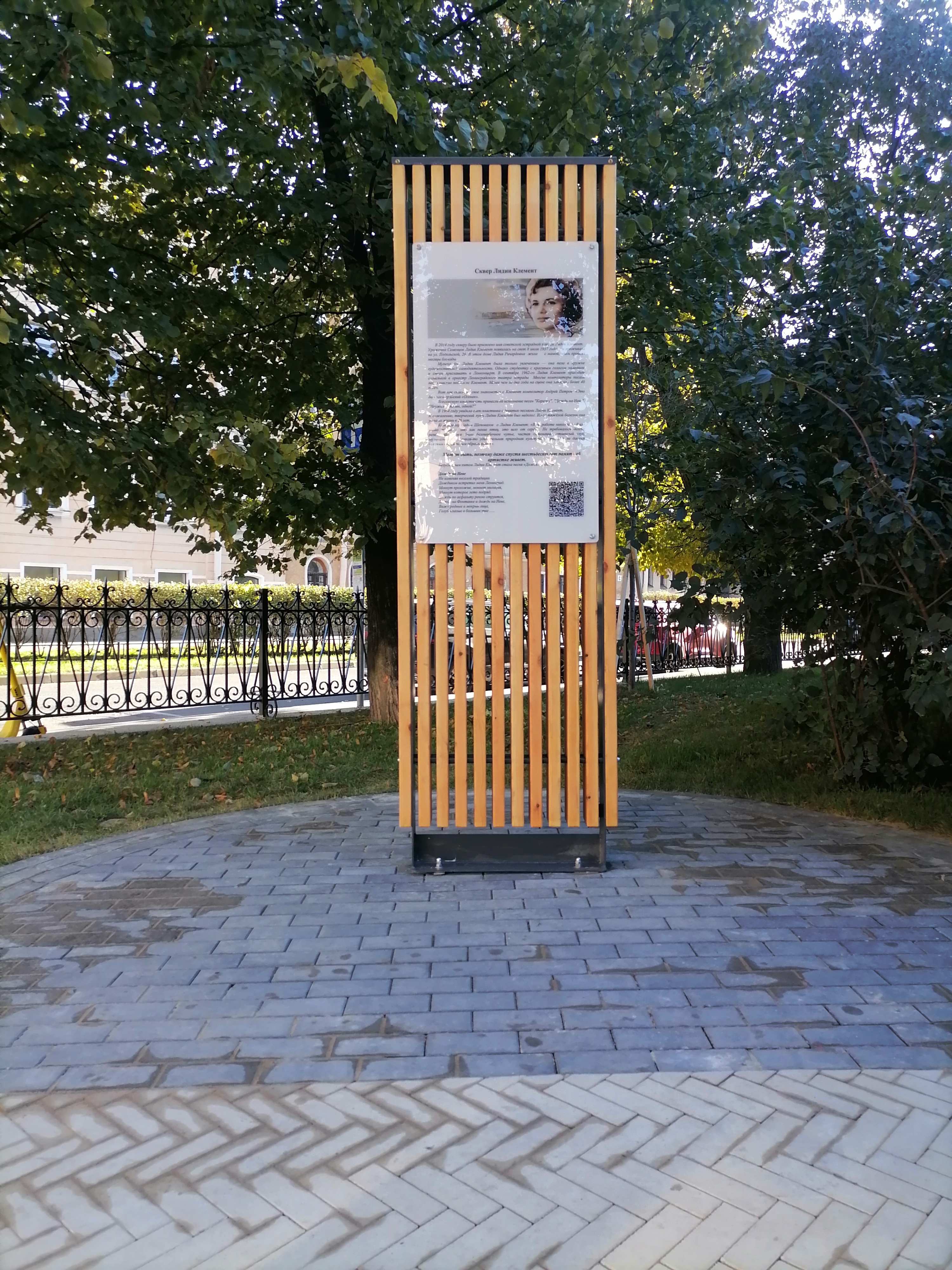
октябрь 2023

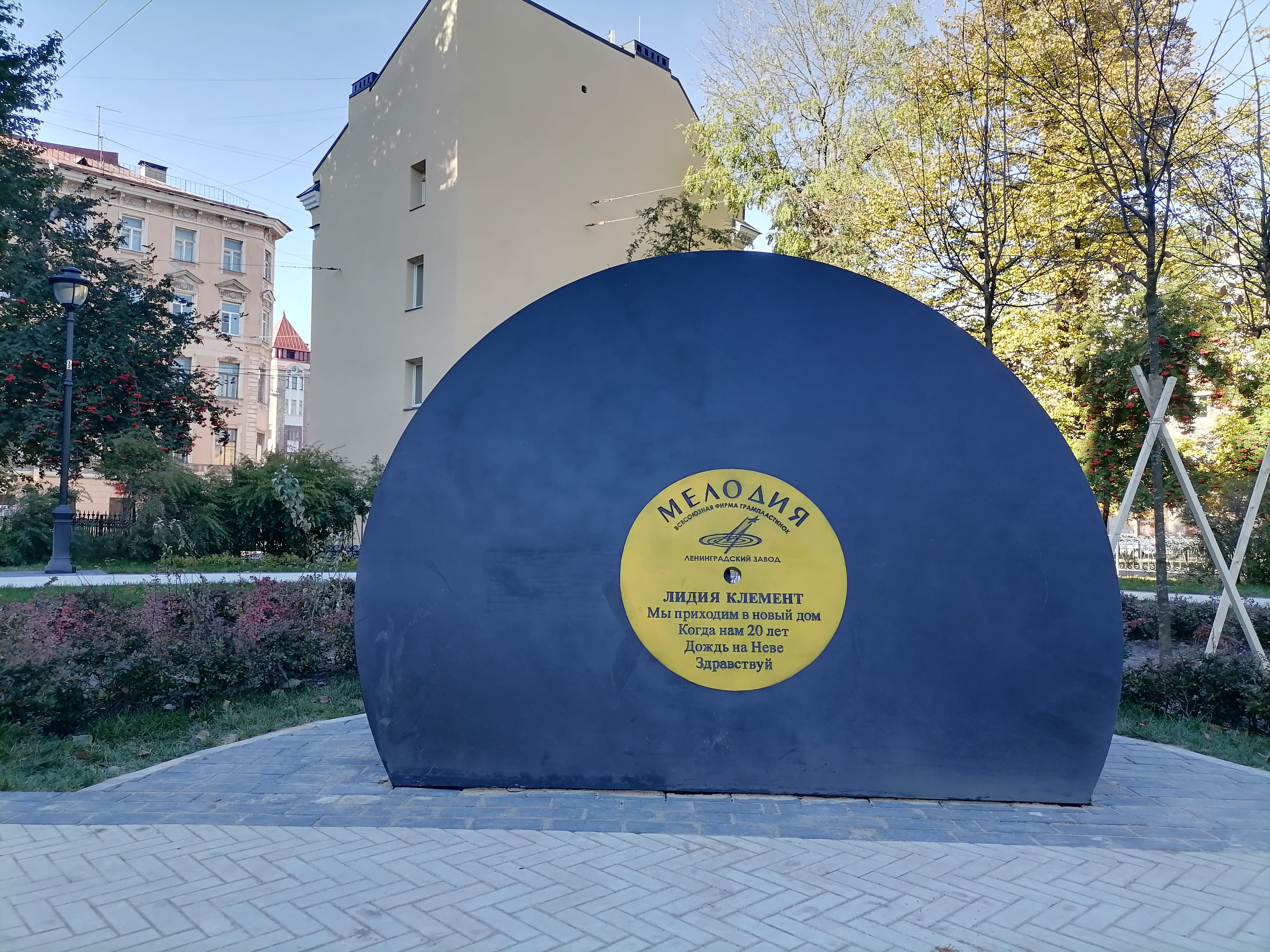
октябрь 2023

- № 2 — дом, в котором родился композитор Д. Д. Шостакович (мемориальная доска) и бывал В. И. Ленин. В настоящее время там находится школа № 267, в которой училась геолог Лариса Попугаева (мемориальная доска)[2].  7802716000
- № 1-3-5 (Загородный пр. 66) — доходный дом В. В. Васильевой, 1907—1908 гг., архитекторы Лев Ильин, Александр Клейн[3][4].  7832016000

В 2014 году безымянный сквер на Подольской улице между домом № 20 и домом № 26 Постановлением Правительства Санкт-Петербурга № 626 назван сквером Лидии Клемент.

## Известные жители

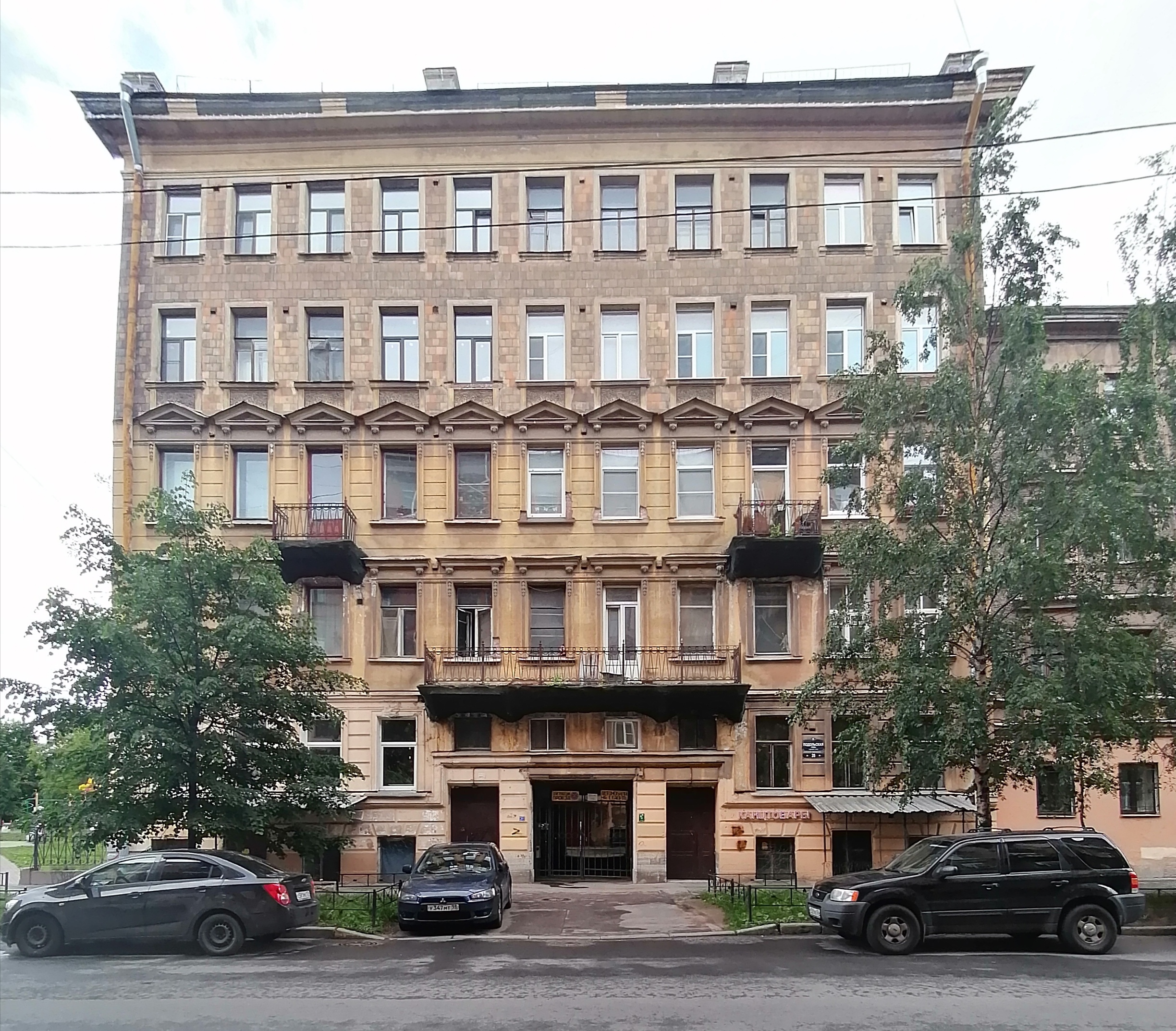
Подольская ул., 26

- Юрий Инге — советский поэт. Жил в доме № 16.
- Николай Кибальчич — революционер. Жил в доме 9, кв. 38.
- Лидия Клемент — советская эстрадная певица. Жила в доме 26, кв. 15[6].